# João Vasco
João Vasco é um actor português, que esteve ligado à formação do Teatro Experimental de Cascais, o qual ainda integra como actor e direcção, e na origem da Escola Profissional de Teatro de Cascais.

## Biografia
João Vasco é um actor formado pelo Conservatório Nacional de Teatro. Encontra-se em actividade desde 1964. Em 1966 com Carlos Avilez, António Rama e Zita Duarte fundo o Teatro Experimental de Cascais, fazendo até hoje parte do elenco da companhia e da sua direcção. Em 1992 funda com Carlos Avilez a Escola Profissional de Teatro de Cascais onde se aposta numa formação sólida e diversificada de alunos que procurem seguir o mundo do teatro.

## Teatro
- 1965 - Esopaida - Esopo
- 1966 - O mar - Domingos
- 1966 - Auto de Mofina Mendes
- 1966 - A Maluquinha de Arroios - Borbolete - o polícia
- 1967 - D. Quixote - Barbeiro/Diabo
- 1967 - Fedra - Teramenes
- 1968 - O comissário da polícia
- 1968 - Bodas de sangue
- 1969 - Maria Stuart - Wiliam Cecil - barão de Burleigh
- 1969 - A maçã
- 1970 - Antepassados vendem-se - Trisavô
- 1970 - Um chapéu de palha de Itália
- 1970 - Auto da Índia - Marido
- 1970 - Auto da barca do Inferno - Onzeneiro
- 1970 - Breve sumário da história de Deus - São João
- 1971 - Ivone, princesa da Borgonha - Camareiro
- 1971 - Sinfonieta - Tenor
- 1971 - Acto sem palavras
- 1972 - Camões 72 - Auto de El-Rei Seleuco + Anfitriões - El-Rei Seleuco/Calisto/Sósea
- 1973 - Fuenteovejuna - Comendador
- 1975 - Cerimonial para um combate - 2º Juiz
- 1976 - Despedimento sem justa causa
- 1977 - O vento nas ramas do sassafraz - Dr. William Buttler
- 1978 - As profecias do Bandarra - Bandarra
- 1979 - A mãe, comédia repugnante do filho da mãe - Léon Cobraski - o filho
- 1981 - Onde Vaz, Luiz? - Cauteleiro/Marido/Leiloeiro/Chefe da trupe/D. João III/Fernão Mendes Pinto
- 1982 - Portugal, anos quarenta
- 1983 - Jedermann - Cozinheiro/Primo Gordo/Mamonn, deus da riqueza
- 1984 - A aurora da minha vida - Quieto
- 1985 - Virginia
- 1987 - Tartufo - Orgon - marido de Elmira
- 1988 - Macbeth - Porteiro
- 1988 - Opereta - O Professor
- 1988 - D. João no jardim das delícias - Dr. Graciano
- 1989 - A morte de Danton - Robespierre - membro do Comité de Salvação Pública/2º Carroceiro/1º Carrasco
- 1990 - Rei Lear - Lear, rei da Bretanha
- 1990 - Rei Lear - Voz/es-"off"
- 1991 - A lua desconhecida - Sarmento
- 1991 - Leandro, rei da Helíria - Rei Leandro
- 1991 - La Nonna - La nonna
- 1992 - Espectros - Jacob Engstrand - carpinteiro, pai de Regina
- 1993 - Alta vigilância - O Vigilante
- 1993 - Os biombos - Sir Harold/Madani - a boca/Uma Voz
- 1994 - Breve sumário da história de Deus - S. João
- 1994 - O diário de Anne Frank - Sr. Van Daan
- 1995 - Está lá fora um inspector - Inspector Goole
- 1996 - Portugal, anos quarenta
- 1997 - A Dama das Camélias - Jorge Duval
- 1997 - Dom Quixote
- 1998 - Auto da Índia + Auto da Barca do Inferno - Marido/Onzeneiro
- 1998 - O leão no Inverno - Henrique II
- 1999 - Lorca, Federico
- 1999 - A desobediência
- 1999 - Os negros
- 2001 - Taking sides - Furtwangler
- 2001 - Tríptico TEC - Camões (in: Os Lusíadas)
- 2002 - Indecência flagrante - Os três processos de Oscar Wilde
- 2003 - Noite de anões + Com a pistola de Antero - Voz/es-"off"
- 2005 - Auto do solstício do Inverno - Jornalista
- 2005 - O vento nas ramas do sassafraz - Dr. William Buttler
- 2006 - Inês de Portugal - coroa de amor e morte
- 2007 - A visão de Amy
- 2007 - A cozinha
- 2008 - A Boba - Voz/es-"off"
- 2008 - João Bosco, rebelde sonhador - Cavour
- 2011 - Bruxas de Salem - Vice-Governador Danforth

## Filmografia
- O Rei das Berlengas (1978), realizado por Artur Semedo